# Каролііна Корппоо
Каролііна Корппоо (фін. Karoliina Korppoo) — фінська ігрова дизайнерка, наразі веде власну стартап-компанію 10th Muse. Найбільш відома як провідна дизайнерка симулятора містобудування Cities: Skylines, яка була продана тиражем понад 6 мільйонів копій, а також як одна з двох фінок, яких коли-небудь запрошували виступати на головній конференції TED. Поточний головний проєкт Корппоо — Sana Stories, платформа для написання та читання інтерактивних історій.
Корппоо відома прихильниця інклюзивності та соціальної рівності і часто публічно говорить про зміни в ігровій індустрії. Вона одна з перших фінських жінок які стали відомими у сфері ігрового дизайну. Корппоо була головною персоною епізоду документального фільму Tekijajäna від Yle у 2015 році.

## Життєпис
Корппоо закінчила Університет прикладних наук Тампере за фахом графічний дизайнер і отримала ступінь магістра за програмою вивчення інтернету та ігор Університету Тампере. Після закінчення навчання Корппоо працювала тестеркою мобільних ігор, продюсеркою і графічною дизайнеркою.

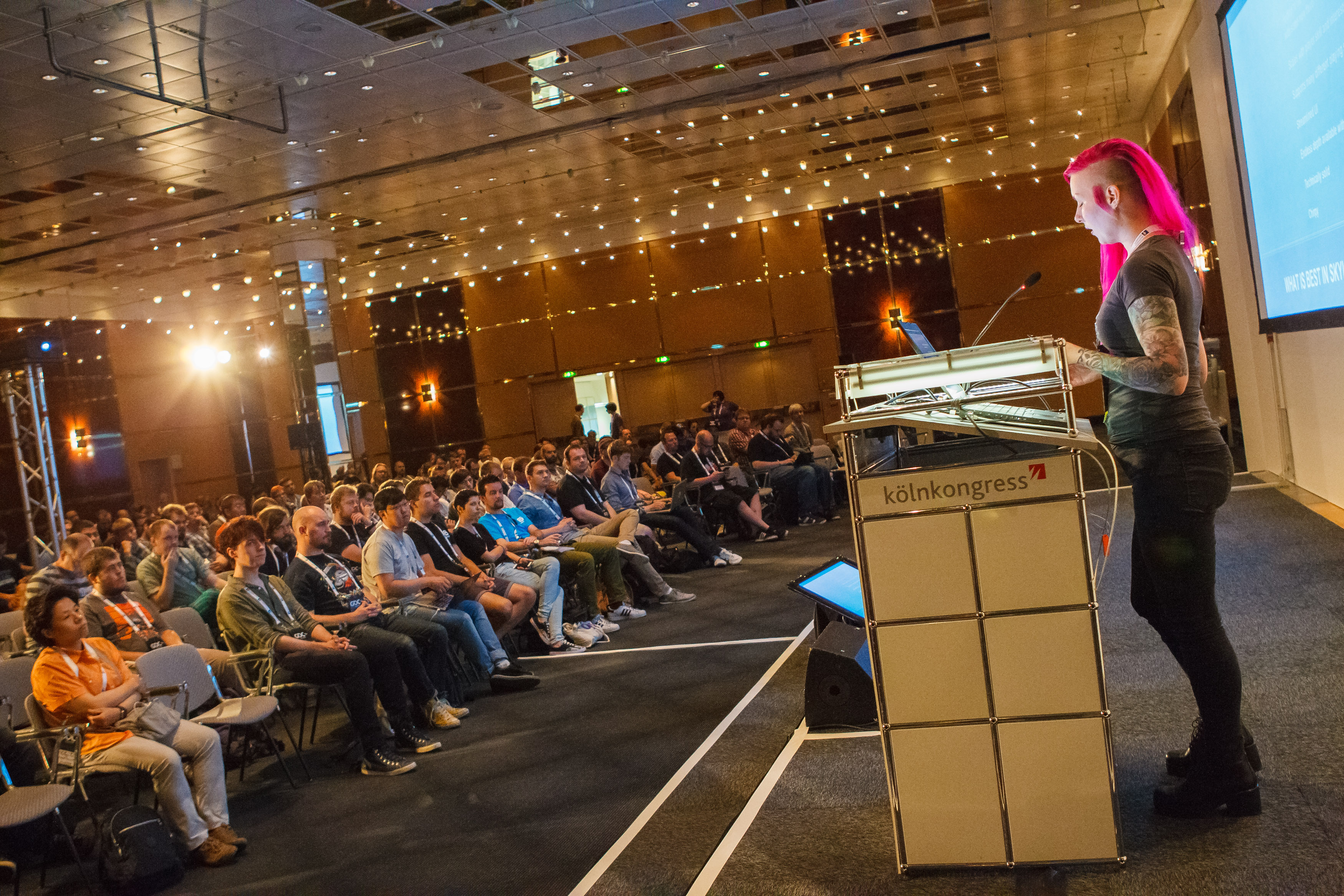
Каролііна Корппоо на сесії GDC Europe

### Colossal Order
Корппоо почала працювати з Colossal Order у липні 2009 року як одна з двох провідних дизайнерок Cities in Motion. Вона також була провідною дизайнеркою для Cities in Motion 2 і Cities Skylines, де вела роботу над усіма DLC до Industries.

### 10th Muse
Після Colossal Order Корппоо розпочала роботу над власною стартап-компанією під назвою 10th Muse у 2018 році. Наразі вона генеральна і креативна директорка 10th Muse. Корппоо видавала цифрові та фізичні сюжетні карткові ігри. Серед її робіт — «Авлос» (2008) і «Запрошення до кохання» (2010), назва якої було запозичено з телесеріалу «Твін Пікс».

### Події
Корппоо була доповідачем на головній конференції TED у Канаді у квітні 2017 року. Вона з’являлася на багатьох подіях ігрової індустрії, таких як GDC Europe (2015), Pocket Gamer Connects (2018, 2019 і 2020), була на циклі лекцій Games Now (2016) і Visual Forum (2015) від Університету Аалто.

## Ігри
- Cities in motion
- Cities in motion 2
- Cities: Skylines (усі DLC до Industries)